# Tadeusz Ambroży
Tadeusz Ambroży (ur. 30 marca 1964 w Myślenicach) –polski profesor nauk o kulturze fizycznej, nauczyciel akademicki, zawodnik ju-jitsu, judo i karate, trener i sędzia. Wicemistrz świata w All Style Karate. Trener klasy mistrzowskiej  i sędzia międzynarodowy ju-jitsu, trener kulturystyki i pływania, instruktor: fitness, narciarstwa, żeglarstwa i ratownictwa wodnego. Profesor,doktor habilitowany nauk o kulturze fizycznej. Odznaczony przez Prezydenta Rzeczypospolitej Polskiej Brązowym, Srebrnym oraz Złotym Krzyżem Zasługi. 

## Życiorys
Ukończył studia magisterskie na Akademii Wychowania Fizycznego im. Bronisława Czecha w Krakowie w 1989. W 1991 uzyskał uprawnienia trenera II klasy judo, w 1994 trenera I klasy judo, a w 1995 tytuł trenera gimnastyki sportowej. W 1997 został doktorem nauk o kulturze fizycznej, rok później założył firmę Dortex, zajmującą się kształceniem instruktorów. W 2001 uzyskał tytuł menadżera sportu, a w rok później trenera ju-jitsu, w 2006 został wicemistrzem świata w karate. W 2008 obronił pracę habilitacyjną. Od 2009 jest trenerem klasy mistrzowskiej. Od 2010 trener karate. W roku 2022 Prezydent RP nadał mu tytuł profesora nauk medycznych i nauk o zdrowiu w dyscyplinie nauki o kulturze fizycznej. 
Jest dyrektorem Instytutu Nauk o Sporcie AWF w Krakowie. Profesor w AWF w Krakowie oraz ANS w Nowym Targu.
W latach 2006–2007 członek Rady ds. Kształcenia i Doskonalenia Kadr Kultury Fizycznej. Kapitan jachtowy i motorowodny, posiada stopień mistrzowski 10 dan w ju-jitsu.
Odznaczony przez Prezydenta Rzeczypospolitej Polskiej Brązowym (2005), Srebrnym (2015) i Złotym (2023) Krzyżem Zasługi.